# Sympycnus bullocki
Sympycnus bullocki är en tvåvingeart som beskrevs av Van Duzee 1933. Sympycnus bullocki ingår i släktet Sympycnus och familjen styltflugor. Inga underarter finns listade i Catalogue of Life.